# ハシケン
ハシケン（1968年2月24日 - ）は埼玉県秩父市出身のシンガーソングライター。1995年にビクターエンタテインメントから「グランドライフ -7L3EPT-」でデビュー。元ちとせ、我那覇美奈、NUUなどへの楽曲提供も行なっている。2006年より「奄美観光大使」を務める。

## 略歴
1968年、埼玉県秩父市に生まれる。実家は和菓子店を営む。5歳からピアノを習い始める。
中学生のとき、ビートルズの「抱きしめたい」に強い衝撃を受け独学で歌とギターを始める。
1986年、高校卒業後、上京。
1990年、アコースティックバンド「うの花」を結成。芝居の音楽などを手掛け始める。
1992年、「うの花」として映画『裸足のピクニック』（監督：矢口史靖）の音楽を担当。10月、東京・北沢タウンホールにて「うの花」ワンマンライヴを行い事実上解散。12月、単身旅行で初めて沖縄県を訪れる。沖縄の音楽のあり方に感銘をうける。
1993年4月、琉球民謡習得のため、沖縄県に滞在、照屋政雄に師事。
1994年4月、𣘺本兼一名義による自主制作CD『ホォーイ/HWOOOOY』を発売。精力的にライブ活動。様々なスタイルを模索する。
1995年4月、「Hasiken+A」として、バンドオーディションテレビ番組『えびす温泉』（テレビ朝日）に出演。チャンピオンバンドとして10週間出演し、賞金100万円を獲得して強制卒業。12月、バンド名を「Hasiken」に改めビクターエンタテインメントからシングル「グランドライフ -7L3EPT-」でメジャー・デビュー。
1996年1月、1stアルバム『Hasiken』を発表。5月、『熱中ホビー百科』（NHK教育）「高校生バンド講座」に講師として5週に亘り出演。
1998年2月、ハシケンソロで沖縄・熊本ツアーを行なう。7月、ソロシングル「凛-りん-」を発売。10月、ソロ転向後初のアルバム『感謝』をリスペクトレコードより発売。オリジナル曲を中心に奄美、沖縄、八重山の民謡も独自アレンジでとりあげる。
1999年、10月-12月にかけて全国30ヶ所でソロツアーを行なう。
2000年6月、アルバム『限りなくあの空に近い』発売。12月、浅草公会堂で行なわれたミュージカルパフォーマンス『オペラ ドゥ サーカス「太陽の第九」』に出演。
2001年5月、ソロ転向後から中心的なレパートリーになっていた奄美の坪山豊作曲の新民謡「ワイド節」をタイトルナンバーにした大編成バンドでの同時録音によるミニアルバム『Hasiken Presents “WAIDO”』を発売。このミニアルバムはタワーレコード渋谷店のインディーズチャート4位まで上昇した。8月、横浜寿町フリーコンサートにフルバンド編成で出演。2002年と2007年にも出演している。
2003年、7月フジロックフェスティバル'03にホーンセクションを含む総勢10人のフルバンド編成で出演。「ベストアクト」と評される。8月、ヤマハミュージックコミュニケーションズ（YMC）よりアルバム『赤い実』発売。9月、奄美大島で開催された奄美群島本土復帰50周年記念の野外イベント「夜ネヤ、島ンチュッ、リスペクチュッ!!」にフルバンド編成で出演。
2004年2月 - 3月、タップダンス・ユニットSTRiPESのツアー「FUNK-a-Step LIVE」にゲスト出演。翌2005年の赤坂プリンスホテルでのショーにもゲスト出演している。
2005年、『みんなのうた』（NHK）の2月、3月度楽曲「空へ」の作詞を担当。女性シンガーNUUのアルバム『あかり』を笹子重治（Choro Club）と共同プロデュース。タイトル曲「あかり」も提供。スカパンクバンド、行方知レズの5thアルバム『モントレイユ』をプロデュース。フランスにてレコーディング。5月、ミニアルバム『青い月』を手ぬぐいジャケット仕様によるオリジナルパッケージで限定自主制作。河村博司との共同プロデュース第一弾。12月、ミニアルバム『青い月』に、かねてから音源化リクエストの多かった花キューピットCMソング「おもいうた」を含むボーナス・トラック2曲を加えYMCより再リリース。12月、デビュー10周年記念ツアーを札幌、沖縄、奄美、名古屋、京都、福山、広島、東京で行なう。
2006年2月、下北沢440にて隔月で自身が毎回ゲストを迎えておこなっているライブイベント「Hug」が始まる。5月、「奄美観光大使」第76号に就任。7月、10周年記念ツアーからのライブ音源などからベスト的選曲を集めたベストライブ・アルバム『LIVE! 〜 the Best of Best』を発売。
2007年10月、ライブイベント「Hug」で共演したアーティストたちを中心にゲスト多数参加によるアルバム『Hug』をLong Scale Discよりリリース。ジャケットのイラストはタナカカツキ。リリースにあわせ『Hug』発売記念ツアーと称して奄美、沖縄、北海道を含む全国22ヶ所を廻る。
2009年3月、日本民謡フェスティバル等で数多く受賞している奄美大島のシマ唄若手唄者中村瑞希とのユニット「中村瑞希&ハシケン」でミニアルバム『TSUMUGI』をリリース。このミニアルバムには、江藤有希（Vn）、薄井信介（Cello）、浜野謙太（Tb）等が参加。タイトル曲「TSUMUGI」は、奄美大島の特産品「大島紬」と大切な人との絆を「紡ぐ」ということをかけて歌っており、島民の愛唱歌となり、「奄美大島発ウエディングソング」として島の結婚披露宴の定番曲にもなった。
2009年4月、浜野謙太とのユニット「ハシケンハマケン」でフルアルバム『TAKARA』をリリース。このアルバム発売記念ライヴで全国をツアー。不定期に継続的に続けられているユニット。キャッチフレーズは「油断して聴け!」
2010年2月、江藤有希（Vn）とのユニット「ハシケン×江藤有希」でミニアルバム『contrail』をリリース。このミニアルバム発売記念ライヴで全国をツアー。奈良県在住の映画監督河瀬直美との初コラボ『〈日本アーカイブス〉美しき日本・奈良県』（WEB配信の映像作品）がスタート。11月24日、東京・SHIBUYA ENTERTAINMENT THEATER PLEASURE PLEASUREにて『ハシケン・フルバンドスタイル』のライヴを行った。参加メンバーは、宮田繁男（Ds）、松永孝義（B）、太田惠資（Vn）、高田漣（Pedal-steel）、福島ピート幹夫（Sax）、関口シンベ新一郎（Tp）、ウメザワノブユキ（Tp）、佐藤五魚（Key）、朝倉真司（Perc）、田中邦和（Sax）、ヤマカミヒトミ（Sax,Flute）、浜野謙太（Tb）、江藤有希（Vn）、橋本歩（Cello）、河村博司（G,Cho）。ゲストは、梅津和時（Sax）、Saigenji（Quena）。
2011年5月、音楽を担当した河瀨直美監督作品『朱花の月』（はねづのつき）が第64回カンヌ国際映画祭のコンペティション部門に正式招待。9月、国内上映に合わせ初のインスト集となったサントラCD、映画『朱花（はねづ）の月』オリジナル・サウンドトラック＋『美しき日本・奈良県』をリリース。奈良と東京で発売記念ライヴを行った。
2012年4月、伊藤大地とのユニット・ハシケンmeets伊藤大地でミニアルバム『ミチル』をリリース。全国10カ所の発売記念ツアーを行った。7月、奈良と大阪でスティーヴ エトウ、我那覇美奈、里朋樹、里歩寿らと「はぶナイト」開催。6月より2ndCD『ファンタジー』の制作開始、アルバムタイトル曲「ファンタジー」に中村佳穂がコーラスで参加。11月14日にリリース。10月30日-12月8日に亘り全国ツアー。同時に中村瑞希とのユニット『中村瑞希&ハシケン』で3曲入りCD『青い月』を11月14日リリース。全国4カ所にてライヴ。2010年11月24日に行った『ハシケン・フルバンドスタイル』のライヴ映像をまとめたDVD作品『ハシケン・フルバンドスタイル!!!20101124を11月14日リリース。
2013年3月、中村瑞希と共に音楽を担当した若松孝二監督作品、映画『千年の愉楽』（第69回ベネチア国際映画祭オリゾンティ部門正式部門正式招待作品、釜山国際映画祭特別上映）のサウンドトラックCDリリース。
2014年5月、音楽を担当した河瀬直美監督の映画『2つ目の窓』が第67回カンヌ国際映画祭のコンペティション部門に選出され、同映画祭に奄美大島の特産品である大島紬を着用し出席、レッドカーペットを歩いた。7月、映画『2つ目の窓』日本国内公開。サウンドトラックCD『2つ目の窓』も発売。10月からフランスを皮切りに世界公開に先駆け9月末、フランスの劇場にて世界プレミア上映。ハシケンは映画のテーマ曲「STILL THE WATER」をピアノ生演奏した。
2015年2月、上記のカンヌ国際映画祭後からレコーディングを始めていた、ハシケン名義としては約8年ぶりのCD『RERAMAKANI』をリリース。ドラムの伊藤大地、ベースの上地gacha一也とのトリオ編成を軸に各地でゲストを迎えた全国12カ所でのリリース発売記念ツアーを行った。
2016年2月、ヴァイオリン磯部舞子（ベチコ）と『ハシケンとベチコのた・た・たび』ツアーを全国22会場で行った。9月、ハシケントリオ（ハシケン、伊藤大地、上地gacha一也）として『ランドスケイプ』リリースツアー。10月、『ハシケンとベチコのた・た・たび☆2』ツアー
2017年2月、ハシケントリオツアー2017『Rising』全国15会場で敢行。3月、『ハシケンとベチコのた・た・たび☆3』ツアー。
2018年2月、『ハシケンたんじょうび五十祭!』を奄美大島ASIVI（アシビ）で2/24,25の2Days開催。9月、ハシケントリオ3rdCD『きみといたら』リリースツアーを全国5カ所（福岡・広島・岡山・大阪・名古屋）で開催。10月、ハシケントリオ3rdCD『きみといたら』全国発売スタート。
2019年6月、ソロCD『THE ETERNAL VOICE』を制作。蝦名摩守俊がブルースハープとギターで参加。7月・10月、イギリス、ドイツ、ポルトガルで演奏。ロンドンでは『JAPAN祭り』に初出演を果たした。
2020年、新型コロナウイルスの影響もあり2月末からYouTubeライブ生配信をスタートし同年8月まで実施。奄美大島、愛媛県新居浜などから配信ライヴを行なった。
2021年1月から新ソロアルバム制作のため、沖縄でレコーディングスタート。4月から奄美群島の沖永良部島に滞在。12月25日、ソロアルバム『ひとつ』リリース。

## 影響を受けたアーティスト
- ビートルズ
- ポリス
- サリフ・ケイタ
- ジミヘン
- キザイア・ジョーンズ
- 照屋政雄
- 嘉手苅林昌
- 坪山豊
- イラケレ

## ディスコグラフィー

### シングル
1. グランドライフ -7L3EPT-（1995年12月16日、VIDL-218、ビクターエンタテインメント）
2. 凛-りん-（1998年7月16日、VAMOS-8）

### アルバム
1. ホォーイ/HWOOOOY（1994年4月、自主制作） - 𣘺本兼一 名義
2. Hasiken（1996年1月24日、VICL-5318、ビクターエンタテインメント）
3. 感謝（1998年10月25日、RES-26、リスペクトレコード）
4. 限りなくあの空に近い（2000年6月7日、RES-36、リスペクトレコード）
5. Hasiken Presents “WAIDO”（2001年5月5日、VAMOS-01）
6. Hasiken Presents “WAIDO”（2002年5月31日、CXCA-1099、ミディ）
7. 赤い実（2003年8月27日、YCCL-00002、ヤマハミュージックコミュニケーションズ、プロデュース：ヤマサキテツヤ）
8. 青い月（限定手ぬぐい仕様）（2005年5月、VAMOS-02、プロデュース：ハシケン・河村博司）
9. 青い月（+ボーナストラック）（2005年12月7日、YCCL-10002 ヤマハミュージックコミュニケーションズ、プロデュース：ハシケン・河村博司）
10. LIVE! 〜the best of best〜（2006年7月12日、YCCL-10003 ヤマハミュージックコミュニケーションズ、プロデュース：ハシケン・河村博司）
11. Hug（2007年10月24日、XBCD-3001 Long Scale Disc、プロデュース：ハシケン・河村博司）
12. TSUMUGI（2009年3月3日、DRS-0005、ディ!レコード） - 中村瑞希&ハシケン 名義
13. TAKARA（2009年4月8日、HW-019、ホームワーク、プロデュース：浜野謙太） - ハシケンハマケン 名義
14. contrail（2010年2月24日、DQC-9006 fish for music） - ハシケン×江藤有希 名義
15. 映画『朱花の月（はねづのつき）』オリジナル・サウンドトラック+『美しき日本・奈良県』（2011年9月3日、DRS-0009、ディ!レコード）
16. 青い月（2012年11月14日、DQC-978、VAMOS×ディ!レコード） - 中村瑞希&ハシケン 名義
17. 映画『千年の愉楽』オリジナル・サウンドトラック（2013年3月6日、HOTWAXCD-1004、Hotwaxtrax） - 中村瑞希、ハシケン 名義
18. 映画『2つ目の窓』オリジナル・サウンドトラック（2014年7月26日、VAMOS-05、VAMOS） -ハシケン 名義
19. RERAMAKANI（2015年2月18日、DQC-1445 disc train、プロデュース：ハシケン）-ハシケン 名義
20. Welcome to my home（2016年2月5日、プロデュース：ハシケン）-ハシケンとベチコ 名義
21. ランドスケイプ（2017年9月5日、VAMOS-07 VAMOS、プロデュース：ハシケン）-ハシケントリオ 名義
22. うた（2017年10月1日、MfO-003 Music from Okinawa、プロデュース：野田隆司、ハシケン）-ハシケン名義
23. THE ETERNAL VOICE（2019年6月、HSKN-001、プロデュース：ハシケン）-ハシケン名義
24. ひとつ （2021年12月、HMMI-001、プロデュース：ハシケン）-ハシケン名義

### ハシケントリオ-CD
1. ランドスケイプ（2016年）VAMOS-07
2. ライジング（2017年）VAMOS-777
3. きみといたら/渇れない華（2018年）HRBR-011

### DVD
1. ハシケン・フルバンドスタイル!!! 20101124（2012年11月14日、DQB-44、VAMOS）

### うの花-アルバム
1. 裸足のピクニック（サントラ）（1994年）
2. ひみつの花園（サントラ）（1996年）CR-0007 キュール・レコード　矢口史靖監督作品「ひみつの花園」のサントラCDにうの花による「裸足のピクニック」のサントラをそのままカップリング。

### 中村瑞希&ハシケン-アルバム
1. TSUMUGI（2009年）DRS-0005/ディ!レコード
2. 青い月（2012年）DQC-978/VAMOS×ディ!レコード

### ハシケンハマケン-アルバム
1. TAKARA（2009年）HW-019/ホームワーク

### ハシケン×江藤有希-アルバム
1. contrail（2010年）（ミニアルバム）DQC-9006/fish for music

### ハシケンmeets伊藤大地-アルバム
1. ミチル（2012年）（ミニアルバム）DQC-896 BounDEE by SSNW
2. ファンタジー（2012年）DQC-974　BounDEE by SSNW

### コンピレーション・アルバム
1. 吉川忠英プロデュース・岡本おさみ作品集（2003年） - 時任三郎のヒット曲「川の流れを抱いて眠りたい」にボーカルで参加。
2. ウクレレ・ビートルズ 2（2004年） - ビートルズ「ラヴ・ミー・ドゥ」を大胆なアレンジで収録。
3. LOHAStyle 〜ocean〜（2005年） - 堺正章の「この空の果てまでも」をカバー。
4. 高田渡『石』トリビュート（2006年） - 高田渡の「正午」をカバー。

### プロデュース作品
1. 『あかり』NUU（2005年3月23日、DDCZ-1117）
2. 『モントレイユ』行方知レズ（2005年6月8日、R3RCD-48、Run Run Run Records）

## タイアップ
- 「グランドライフ -7L3EPT-」 - 朝日放送テレビ『驚きももの木20世紀』EDテーマ
- 「今日もよろしくね」 - テレビ神奈川『weather info.』2007年12月度テーマ
- 「AMAMI」 - 南日本放送『ニューズナウ』2012年4月度エンディングテーマ
- 「風をくらえ」 - 南日本放送『ニューズナウ』2015年2月度エンディングテーマ